# Lower Hardres
Lower Hardres is een civil parish in het bestuurlijke gebied City of Canterbury, in het Engelse graafschap Kent met 570 inwoners.